# Шиликуль
Шиликуль — село в Заводоуковском районе Тюменской области. В рамках организации местного самоуправления находится в Заводоуковском городском округе.

## География
Деревня находится в южной части региона, в лесостепной зоне, в пределах Западно-Сибирской равнины, на берегу озера Шиликуль.

### Климат
Климат резко континентальный с суровой холодной зимой и коротким жарким летом. Средняя температура воздуха самого тёплого месяца (июля) составляет 17,7 °C (абсолютный максимум — 40 °C); самого холодного (января) — −18,2 °C (абсолютный минимум — −52 °C). Продолжительность безморозного периода около 109 дней. Среднегодовое количество атмосферных осадков составляет 478 мм, из которых 342 мм выпадает в период с мая по октябрь.

## История

### Административно-территориальная принадлежность
До 1917 года в составе Лыбаевской волости Ялуторовского уезда Тобольской губернии. По данным на 1926 год входило в состав Широкоплечинского сельсовета Ялуторовского района Тюменского округа Уральской области.

## Население
| 2010 |
| ---- |
| 122  |

По данным переписи 1926 года в селе проживало 398 человек (181 мужчина и 217 женщин), в том числе: русские составляли 100 % населения.

## Инфраструктура
Личное подсобное хозяйство. По данным на 1926 год состояло из 89 хозяйств.

## Транспорт
Село доступно автотранспортом. Остановка общественного транспорта «Шиликуль».